# Crisis política en Baja California de 2019
La crisis política en Baja California de 2019 inició el 9 de julio de 2019 con la salida o expulsión de sus partidos de gran parte de los legisladores, tras aprobar con 21 votos a favor, 1 nulo y 3 abstenciones la reforma al Octavo Transitorio Constitucional que ampliaba el período del gobierno estatal previamente establecido para dos años, con la finalidad de empatar las elecciones locales con las federales en 2021. Tras este hecho, dirigentes nacionales del Partido Acción Nacional, Movimiento Ciudadano, Partido Revolucionario Institucional y el Partido de la Revolución Democrática, tomaron medidas y aplicaron castigos a los diputados, en su mayoría con el inicio de expulsión de sus respectivos partidos. Después de todo, la Suprema Corte de Justicia de la Nación (SCJN) declaró inconstitucional la reforma para ampliar el mandato de Jaime Bonilla.

## Antecedentes
La XXI Legislatura del Congreso de Baja California, aprobó el 10 de julio de 2014 de manera unánime, el empate de las elecciones locales con las elecciones federales para el año 2019, lo que implica que Baja California tendrá una gubernatura de dos años, iniciando el período del 1 de noviembre de 2019 al 31 de octubre de 2021. Así mismo, los presidentes municipales y legisladores, quienes ostentarán el cargo durante dos años y meses, para que en 2021 se realicen las elecciones locales sumadas a las elecciones federales que renovarán la Cámara de Diputados. Además, dicha reforma planteaba el adelanto de la toma de posesión del gobernador, de noviembre a septiembre, por lo que el candidato electo en 2021 duraría en el cargo del 1 de noviembre de 2021 al 31 de agosto de 2027. 
El 26 de febrero de 2019, el Tribunal de Justicia Electoral de Baja California, ordenó al Instituto Estatal Electoral que ampliara la gubernatura de dos a cinco años tras una impugnación presentada por la abogada Blanca Favela Dávalos, quien buscó competir a una precandidatura por Morena al mismo puesto. Posteriormente, el 28 de marzo de 2019, el Tribunal Electoral del Poder Judicial de la Federación (TEPJF) revocó el acuerdo del tribunal local, por lo que la gubernatura regresó a 2 años, como había sido aprobado en 2014. 
Tras esto, el 10 de abril de 2019, el entonces candidato por la coalición Juntos Haremos Historia en Baja California, Jaime Bonilla Valdez, presentó ante instancias federales la impugnación de la resolución del TEPJF. Fue hasta el 29 de mayo, unos días antes de la elección estatal, cuando la Sala Superior del Tribunal Electoral del Poder Judicial de la Federación, descartó la posibilidad de ampliar al período a seis años, manteniendo así al duración de solo dos años. El 2 de junio de 2019, se realizaron las elecciones estatales de Baja California, resultando electo Jaime Bonilla Valdez para ser el gobernador del estado del 2019 al 2021.

## Desarrollo
La noche del 9 de julio de 2019, al XXII Legislatura del Congreso del Estado de Baja California, con una mayoría panista, aprobó con 21 votos a favor, 1 nulo y 3 abstenciones la reforma al Octavo Transitorio Constitucional para ampliar el período gubernamental del ejecutivo estatal de dos a cinco años, presentada por el diputado de Morena, Víctor Manuel Morán Hernández. 
Posteriormente, para su pase, era necesario la aprobación de la mayoría de los cabildos de los 5 municipios. Primero fue el Cabildo de Ensenada, que en sesión extraordinaria se llevó a cabo la votación resultando 12 votos a favor, 2 en contra y 1 ausencia. Posteriormente, el Cabildo de Mexicali llevó al pleno la discusión de dicho decreto, votando en contra. Durante la noche del 10 de julio, el Cabildo en Tecate aprobó la reforma realizada por el Congreso de Baja California, con 6 votos a favor, 4 en contra y 2 ausencias.En Playas de Rosarito, la sesión se llevó un día antes de la fecha planeada, siendo aprobada con la presencia de 7 regidores, entre ellas la alcaldesa Mirna Rincón. Los votos fueron 6 a favor por parte del síndico procurador Miguel Ángel Vila Ruiz, así como los regidores Elías Montoya Rojas Miguel Apolinar Calles y Ana Claudio Araujo Luévano del PAN, y Julio César García Serna de Morena. Por último, aunque ya sin efecto, el Cabildo de Tijuana rechazó la reforma con 11 votos en contra y dos a favor.

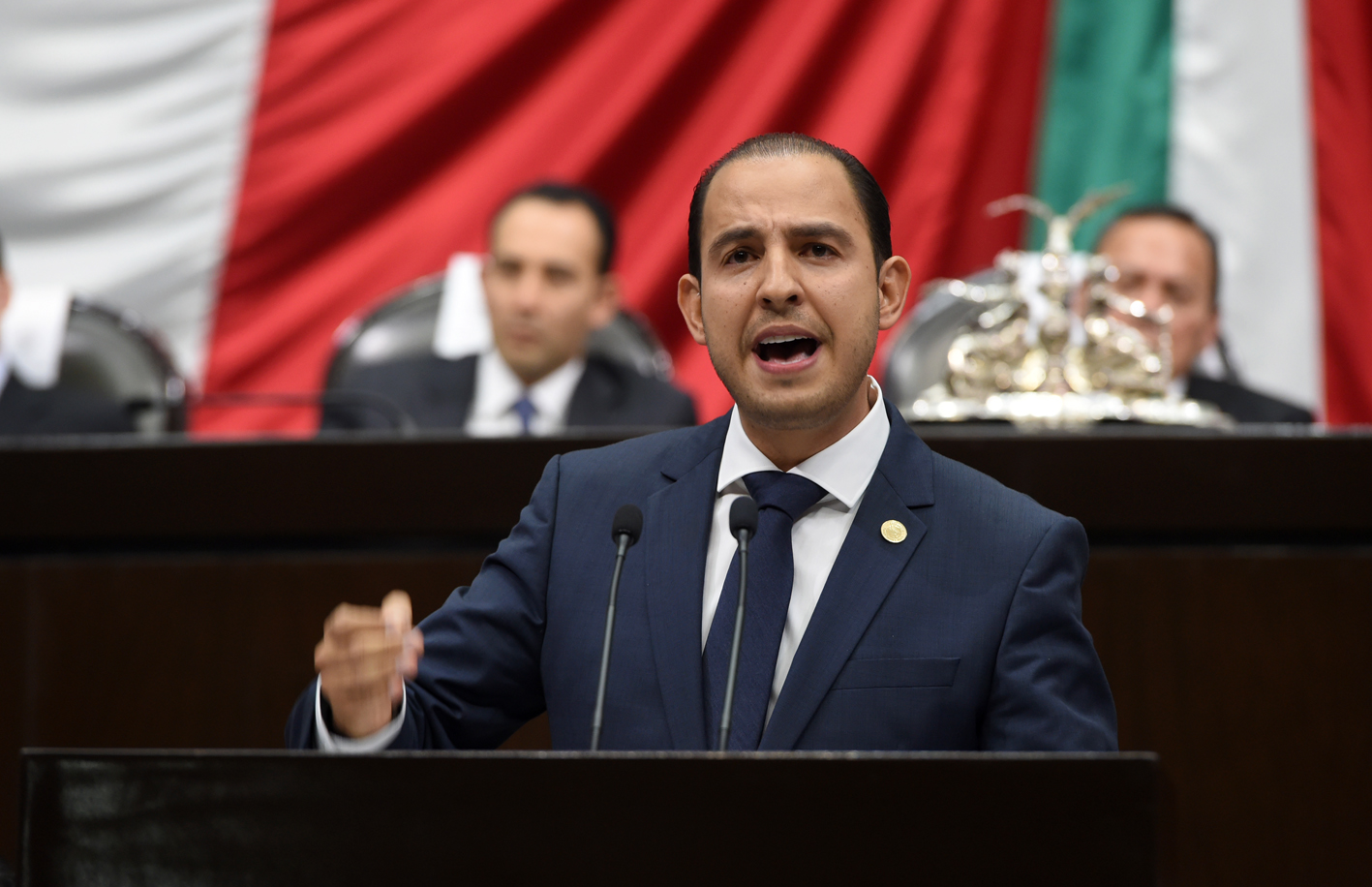
El dirigente nacional del PAN, condenó a los diputados de su propio partido e inició un proceso de expulsión a los legisladores y otros funcionarios en Baja California

Tras estos hechos, el dirigente nacional del Partido Acción Nacional, Marko Cortés, declaró que impugnará ante la Suprema Corte de Justicia de la Nación, el que consideró un acto de inconstitucionalidad. A la par, el excandidato presidencial Cuauhtémoc Cárdenas; diputados como Tatiana Clouthier, Damián Zepeda, Gerardo Fernández Noroña; y políticos como Felipe Calderón Hinojosa, Jorge Álvarez Máynez, entre otros, manifestaron su rechazo ante la resolución del congreso local. En la IP, el presidente de la Coparmex, Gustavo A. De Hoyos Walther e Ignacio Ochoa Alldredge, vicepresidente en Tijuana, también alzaron la voz ante este acto. Este último indicó a través que promoverán tres amparos ciudadanos para impugnar la decisión del Congreso.
Los dirigentes del PAN, PRI, PRD y Movimiento Ciudadano iniciaron a su vez, el proceso de expulsión de algunos integrantes de los partidos locales que aprobaron, desde el Congreso o en los Cabildos la reforma del Octavo Transitorio.  El presidente Andrés Manuel López Obrador, aseguró que lo ocurrido en Baja California no significaba el camino a la reelección como algunas voces de la oposición habían declarado, además, dijo, no tenía injerencia en dicho estado y no había sido consultado como en "otros tiempos ocurría".
El 13 de julio de 2019, el presidente de la Mesa Directiva de la Cámara de Diputados, Porfirio Muñoz Ledo propuso desaparecer lo poderes en Baja California, lo que provocaría en la inhabilitación de Jaime Bonilla como gobernador del estado.
El 23 de julio, en una sesión extraordinaria realizada por los legisladores locales en el palacio municipal de Playas de Rosarito, fue rechazada la propuesta del Congreso de la Unión de dar atrás a la reforma del Octavo Transitorio. A puerta cerrada, sin la presencia de medios de comunicación, sociedad civil y custodiados por elementos policíacos, avalaron de nuevo la considerada "Ley Bonilla".
El alcalde de Mexicali, Gustavo Sánchez Vázquez, acudió a interponer una impugnación ante la Suprema Corte de Justicia de la Nación, de dicha ley, sin embargo, para realizar impugnaciones, la reforma debió haber sido publicada por el entonces gobernador Francisco Vega de Lamadrid en el Periódico Oficial del Estado.

## Finalización
El 11 de mayo de 2020, la Suprema Corte de Justicia de la Nación declaró de forma unánime inválida la "Ley Bonilla", la cual permitía la ampliación del mandato de 2 a 5 años para el gobernador Jaime Bonilla Valdez. Los ministros coincidieron en que dicha ley violaba "la certeza electoral, derecho a votar y ser votado, y no reelección". Por consiguiente, el período gubernamental duró hasta 2021, cuando se realizaron elecciones nuevamente para comenzar un gobierno de 6 años, como se hacía tradicionalmente.